# Xã hội học về sức khỏe và bệnh tật
Xã hội học về sức khỏe và bệnh tật (hay gọi đơn giản là xã hội học sức khỏe) nghiên cứu sự tương tác giữa xã hội và sức khỏe.  Với mục tiêu để xem cách mà cuộc sống ảnh hưởng đến tỷ lệ mắc bệnh và tỷ lệ tử vong như thế nào và ngược lại. Khía cạnh xã hội học này khác với xã hội học y học ở chỗ nó tập trung bàn luận về sức khỏe và bệnh tật liên quan đến các thiết chế xã hội như gia đình, công việc và trường học. Trong khi xã hội học y học giới hạn mối quan tâm về mối quan hệ giữa bệnh nhân và người hành nghề y tế và vai trò của các chuyên gia y tế trong xã hội. Xã hội học về sức khỏe và bệnh tật bao phủ bệnh lý xã hội học (nguyên nhân của bệnh tật), nguyên nhân tìm kiếm các loại hình hỗ trợ y tế, tuân thủ hoặc không tuân thủ chế độ y tế của bệnh nhân.
Có sức khỏe, hoặc thiếu sức khỏe đã từng có thời điểm được quy kết là do các điều kiện sinh học hoặc tự nhiên. Các nhà xã hội học đã chứng minh rằng sự lây lan của bệnh tật bị ảnh hưởng mạnh mẽ bởi tình trạng kinh tế xã hội của cá nhân, truyền thống dân tộc tín ngưỡng và các yếu tố văn hóa khác. Các nghiên cứu y học trong việc thu thập số liệu thống kê về một căn bệnh, hay một quan điểm xã hội học về một căn bệnh sẽ đưa ra cái nhìn sâu sắc về những yếu tố bên ngoài khiến cho một người mắc bệnh trở nên ốm yếu.
Chủ đề này đòi hỏi cần có một cách tiếp cận phân tích toàn cầu do những ảnh hưởng của các yếu tố xã hội khác nhau ở từng khu vực trên toàn thế giới. Vấn đề được trình bày thông qua các cuộc thảo luận về những căn bệnh chính trên mỗi lục địa. Những căn bệnh này được nghiên cứu và đối chiếu về mặt xã hội dựa trên nền tảng y học cổ truyền, kinh tế học, tôn giáo và văn hóa đặc trưng cho từng khu vực, như căn bệnh HIV / AIDS. Mặc dù, một căn bệnh có thể tác động lớn đến một khu vực nhất định, nhưng lại ảnh hưởng nhỏ ở những khu vực khác. Các yếu tố xã hội học có thể giúp giải thích tại sao tồn tại sự khác biệt này.
Có sự khác biệt rõ ràng về mô hình sức khỏe và bệnh tật giữa các xã hội theo thời gian và trong các loại hình xã hội cụ thể. Trong lịch sử đã có hiện tượng suy giảm tỷ lệ tử vong ở các xã hội công nghiệp hóa và trung bình, tuổi thọ trung bình cao hơn trong các xã hội phát triển, so với xã hội đang phát triển hoặc kém phát triển. Sự thay đổi mô hình toàn cầu trong hệ thống chăm sóc sức khỏe khiến việc nghiên cứu và thấu hiểu xã hội học về sức khỏe và bệnh tật trở nên cấp thiết hơn bao giờ hết. Những thay đổi liên tục về kinh tế, phương pháp điều trị, kỹ thuật công nghệ và bảo hiểm có thể ảnh hưởng đến cách mà cộng đồng, cá nhân nhìn nhận và đáp ứng với dịch vụ chăm sóc sức khỏe hiện có. Những biến động này làm cho các vấn đề sức khỏe và bệnh tật trong đời sống xã hội không ngừng thay đổi. Những bước tiến về thông tin là rất quan trọng, khi đó mô hình phát triển, nghiên cứu xã hội học về sức khỏe và bệnh tật cần phải được cập nhật liên tục.